# Tréprel
Tréprel est une commune française, située dans le département du Calvados en région Normandie, peuplée de 109 habitants.

## Géographie

### Hydrographie
La commune est située dans le bassin Seine-Normandie. Elle est drainée par le ruisseau du Val la Here, le fossé 02 de la Bruyère, le fossé 01 de la Vallée Chevalière, le ruisseau de la Meslière et le ruisseau de l'Étre,,.

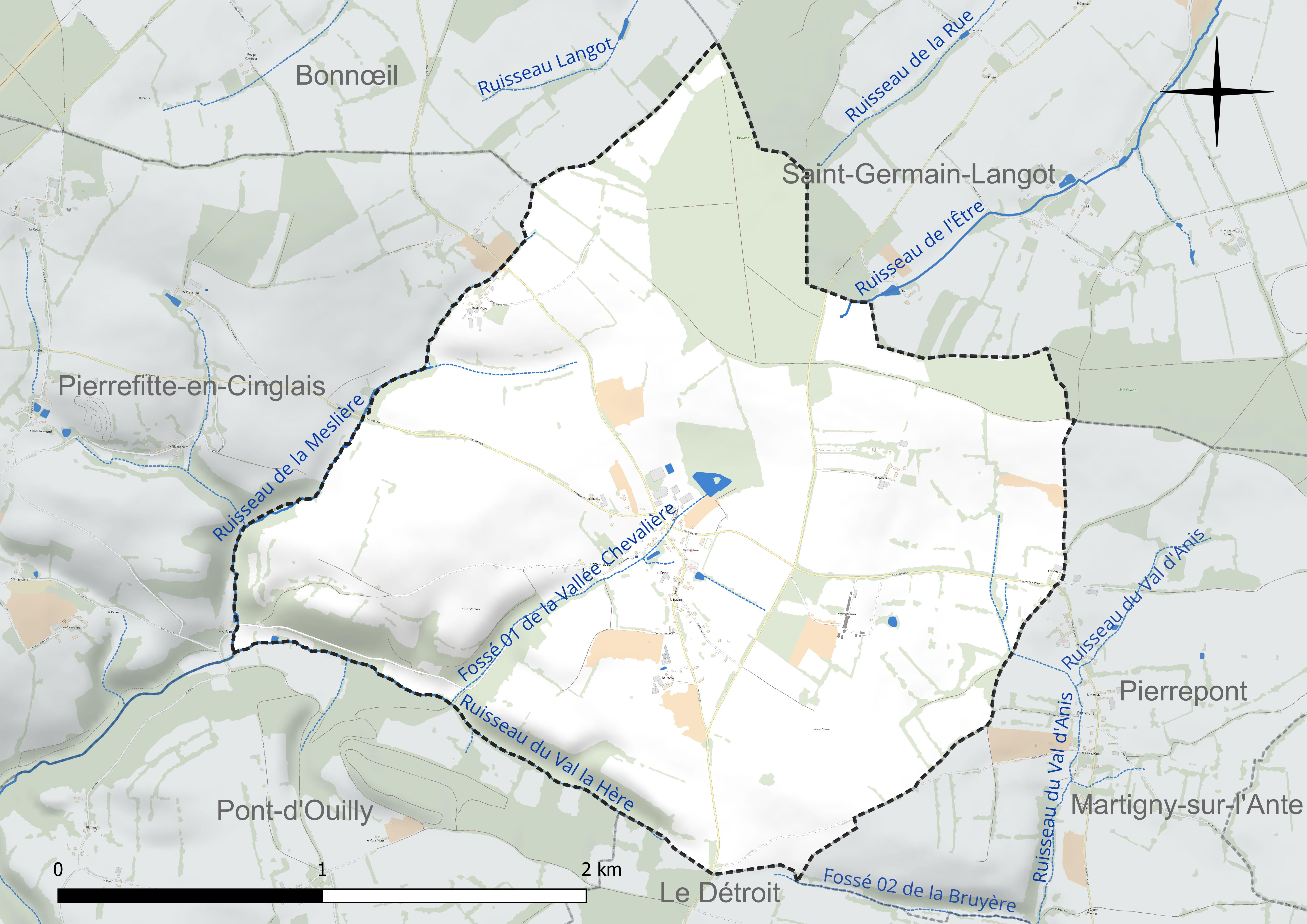
Réseau hydrographique de Tréprel.

## Urbanisme

### Typologie
Au 1er janvier 2024, Tréprel est catégorisée commune rurale à habitat très dispersé, selon la nouvelle grille communale de densité à 7 niveaux définie par l'Insee en 2022.
Elle est située hors unité urbaine. Par ailleurs la commune fait partie de l'aire d'attraction de Caen, dont elle est une commune de la couronne,. Cette aire, qui regroupe 296 communes, est catégorisée dans les aires de 200 000 à moins de 700 000 habitants,.

## Toponymie
Le nom de la localité est attesté sous les formes Feodum de Treperello en 1310 (charte de Villers-Canivet), Treperel en 1356 (livre pelut de Bayeux), Treprel en 1793, Tréperel en 1801.

## Politique et administration
| Période                                  | Période   | Identité              | Étiquette | Qualité                                                  |
| ---------------------------------------- | --------- | --------------------- | --------- | -------------------------------------------------------- |
| 1977                                     | mars 2008 | Alain Catel           | DVD       | Agriculteur Suppléant du député André Fanton (1993-1997) |
| mars 2008                                | En cours  | Mauricette Marguerite | SE        | Infirmière                                               |
| Les données manquantes sont à compléter. |           |                       |           |                                                          |

Le conseil municipal est composé de onze membres dont le maire et une adjointe.

## Démographie
L'évolution du nombre d'habitants est connue à travers les recensements de la population effectués dans la commune depuis 1793. Pour les communes de moins de 10 000 habitants, une enquête de recensement portant sur toute la population est réalisée tous les cinq ans, les populations de référence des années intermédiaires étant quant à elles estimées par interpolation ou extrapolation. Pour la commune, le premier recensement exhaustif entrant dans le cadre du nouveau dispositif a été réalisé en 2007.
En 2022, la commune comptait 109 habitants, en évolution de +2,83 % par rapport à 2016 (Calvados : +1,58 %, France hors Mayotte : +2,11 %).
| 1793 | 1800 | 1806 | 1821 | 1831 | 1836 | 1841 | 1846 | 1851 |
| ---- | ---- | ---- | ---- | ---- | ---- | ---- | ---- | ---- |
| 286  | 263  | 302  | 300  | 287  | 288  | 313  | 253  | 262  |

| 1856 | 1861 | 1866 | 1872 | 1876 | 1881 | 1886 | 1891 | 1896 |
| ---- | ---- | ---- | ---- | ---- | ---- | ---- | ---- | ---- |
| 239  | 255  | 218  | 205  | 179  | 197  | 184  | 176  | 174  |

| 1901 | 1906 | 1911 | 1921 | 1926 | 1931 | 1936 | 1946 | 1954 |
| ---- | ---- | ---- | ---- | ---- | ---- | ---- | ---- | ---- |
| 144  | 144  | 143  | 161  | 129  | 118  | 111  | 101  | 119  |

| 1962 | 1968 | 1975 | 1982 | 1990 | 1999 | 2006 | 2007 | 2012 |
| ---- | ---- | ---- | ---- | ---- | ---- | ---- | ---- | ---- |
| 123  | 105  | 92   | 102  | 111  | 108  | 102  | 101  | 106  |

| 2017 | 2022 | - | - | - | - | - | - | - |
| ---- | ---- | - | - | - | - | - | - | - |
| 108  | 109  | - | - | - | - | - | - | - |

## Lieux et monuments
- Le château de Tréprel (XVIIIe siècle).